# Azacualpa (kommun)
Azacualpa är en kommun i Honduras.   Den ligger i departementet Departamento de Santa Bárbara, i den västra delen av landet, 200 km nordväst om huvudstaden Tegucigalpa. Antalet invånare är 16 152.